# フラウンダー (潜水艦)
フラウンダー (USS Flounder, SS-251) は、アメリカ海軍の潜水艦。ガトー級潜水艦の一隻。艦名はウシノシタ類を除くカレイ目の総称に因む。

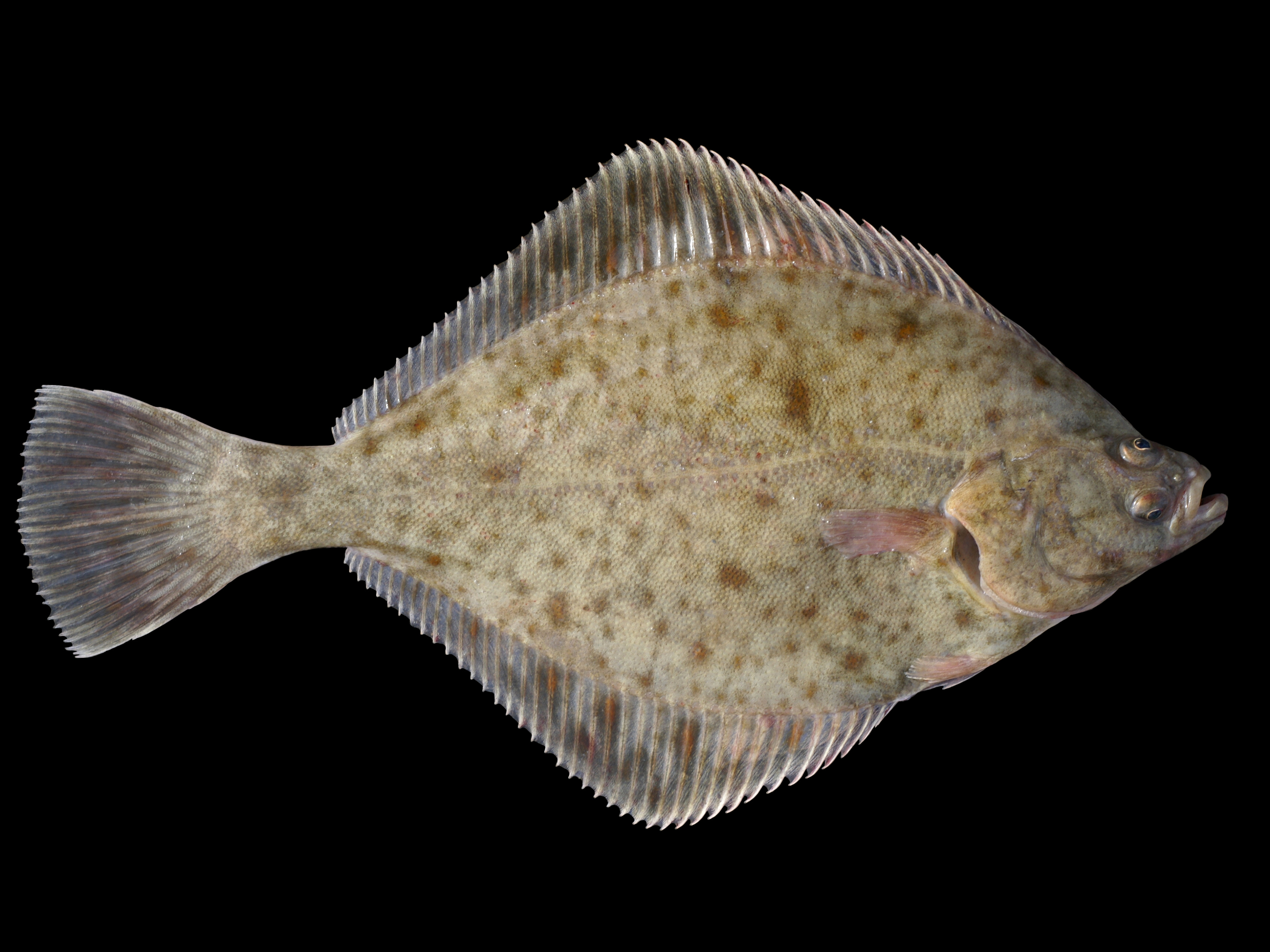
ヨーロピアン・フラウンダー（European flounder）

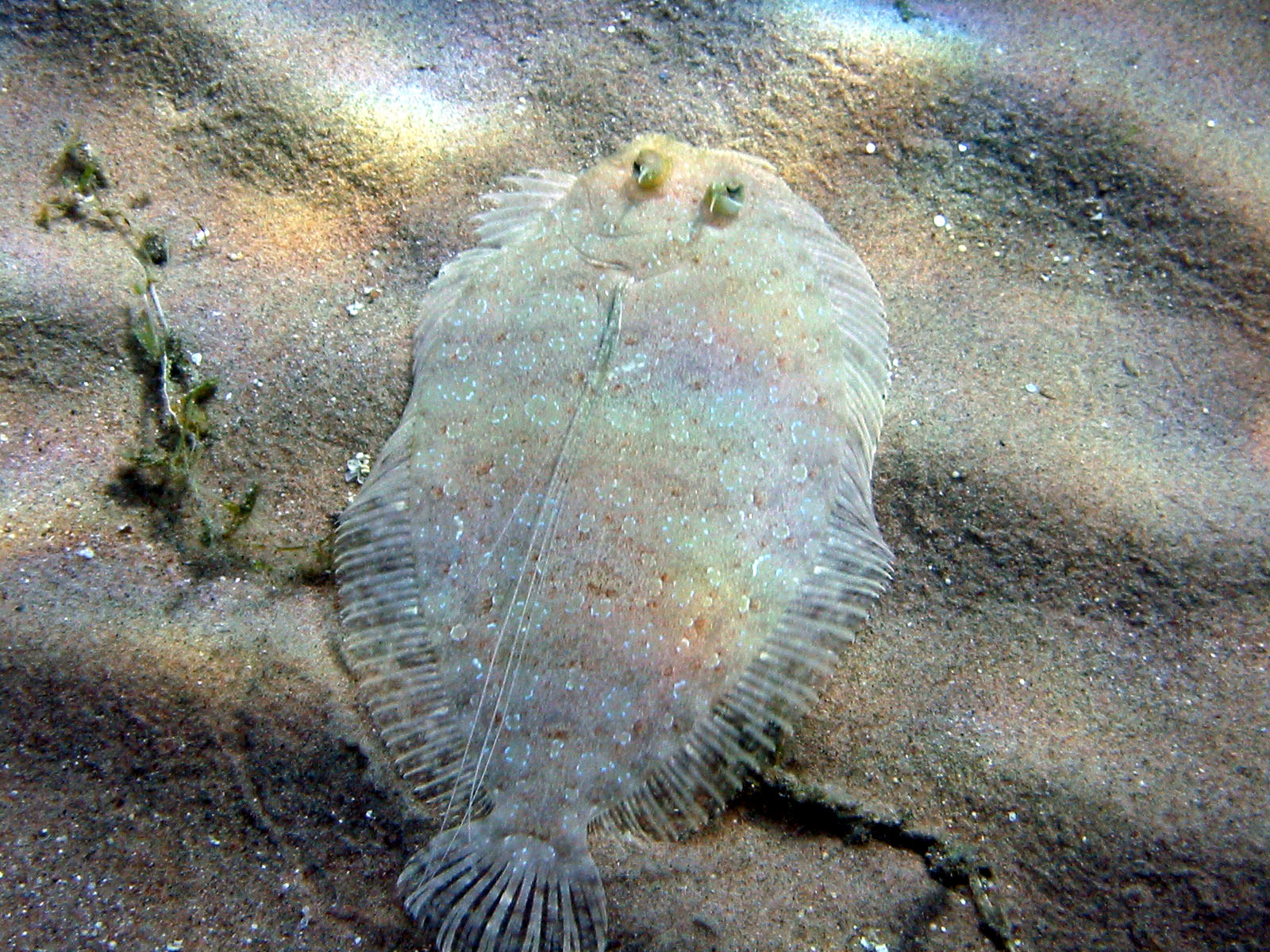
レパード・フラウンダー（Leopard flounder）

## 艦歴
「フラウンダー」はコネチカット州グロトンのエレクトリック・ボート社で起工した。1943年8月22日にアストリッド・H・マクレラン夫人によって進水し、艦長カール・A・ジョンソン少佐（アナポリス1929年組）の指揮下1943年11月29日に就役する。就役後コネチカット州ニューロンドンを出航し、真珠湾を経由して1944年3月5日にニューギニアのミルン湾に到着した。

### 第1、第2の哨戒 1944年3月 - 7月
3月17日、「フラウンダー」は最初の哨戒でパラオおよびハルマヘラ島方面に向かった。哨戒期間中、多くの敵航空機を観測したため行動が制限され、敵艦とはあまり接触がなかった。4月11日夜、レーダーで3つの目標を探知し、追跡の上2時間後に北緯00度52分 東経129度16分 / 北緯0.867度 東経129.267度の地点で魚雷を4本発射するが、命中した様子は見られなかった。折からの雨の中で追跡を続け、翌4月12日2時ごろに再び魚雷を4本発射するも、やはり命中しなかった。二度の攻撃とも、目標はおよそ3マイルもの遠方にあった。4月16日から17日にかけてはダーウィンに寄港。哨戒を再開するが、もはや航空機しか見なかった。5月9日、54日間の行動を終えてミルン湾に帰投。マヌス島ゼーアドラー湾に回航されて訓練と修理に従事した。艦長がジェームス・E・スティーヴンス少佐（アナポリス1930年組）に代わった。
6月3日、「フラウンダー」は2回目の哨戒で「バッショー」 (USS Bashaw, SS-241) および「ブリーム」 (USS Bream, SS-243) とウルフパックを構成しハルマヘラ島近海に向かった。5月31日から6月3日までゼーアドラー湾で補給と演習を行う。6月17日、「フラウンダー」は北緯06度36分 東経127度55分 / 北緯6.600度 東経127.917度の地点で「7,000トン級輸送船」と2隻の「占守型海防艦」を発見し、魚雷を4本発射。魚雷はすべてが特設運送船「日本海丸」（三井船舶、2,681トン）に命中してこれを撃沈した。6月24日、「フラウンダー」は北緯05度08分 東経129度10分 / 北緯5.133度 東経129.167度の地点を浮上航行していた際に九七式艦上攻撃機2機が雲の間から降下し、投下した爆弾が至近距離で爆発したため小規模な被害を受ける。しばらくの間哨戒を続け、6月29日には北緯05度26分 東経125度40分 / 北緯5.433度 東経125.667度のサランガニ島近海で、20ノットでダバオに向かう駆逐艦「朝雲」「満潮」「野分」を発見する。「フラウンダー」は7月6日にゼーアドラー湾に到着し、損傷した燃料タンクの頂部を覆う応急修理を受けた。7月12日、39日間の行動を終えてブリスベンに帰投。ここで本格的な修理を受けた。

### 第3、第4、第5の哨戒 1944年8月 - 1945年2月
8月1日、「フラウンダー」は3回目の哨戒で「フライングフィッシュ」 (USS Flying Fish, SS-229) とともにミンダナオ島方面に向かった。8月8日から9日にかけてゼーアドラー湾で補給した後、第58任務部隊（マーク・ミッチャー中将）によるフィリピンへの航空攻撃に対する救助支援任務に従事した。この哨戒では敵艦との接触はほとんど無く、8月18日午前に北緯05度34分 東経125度38分 / 北緯5.567度 東経125.633度の地点で「第30号掃海艇」に対して魚雷を4本発射し命中しなかったのが唯一の戦闘で、「第30号掃海艇」は攻撃をかわして爆雷で反撃を行ったため、「フラウンダー」は潜航避退した。その後8月28日から9月1日までミオス・ウンディ島で燃料等を補給し、補給後は再び「フライングフィッシュ」とともにダバオ湾などで哨戒を続けた。9月28日にゼーアドラー湾に寄港し、10月4日、61日間の行動を終えてブリスベンに帰投した。
10月27日、「フラウンダー」は4回目の哨戒で「バッショー」および「ガヴィナ」 (USS Guavina, SS-362) とウルフパックを構成し南シナ海に向かった。10月31日にミルン湾で補給を受け、11月5日にダーウィンに寄港して再度の補給を受けて哨区に針路を向けた。11月10日、「フラウンダー」はロンボク海峡の北部で小型艇を観測する。その2時間後、南緯07度13分 東経115度17分 / 南緯7.217度 東経115.283度の地点で再び観測すると今度は潜水艦、それもドイツ海軍のUボートの司令塔と認識された。「フラウンダー」は潜航して戦闘配置に就き、魚雷を4本発射して2本の命中が観測され、敵潜水艦は爆発し炎と煙に包まれた。30分後に潜望鏡深度に戻って観測したが、何も見つけることができなかった。「フラウンダー」が沈めたのはドイツ潜水艦「U537」であった。11月21日午後、「フラウンダー」は2隻の護衛艦を配する2隻の輸送船を発見して接近する。北緯10度39分 東経115度05分 / 北緯10.650度 東経115.083度の地点で先頭の輸送船に向けて魚雷を6本発射し、魚雷は輸送船「暁山丸」（拿捕船/陸軍運航、5,698トン/元英船ホサング(浩生)）に3本が命中して大破させた。しかしながらその後は敵艦との接触はあれど攻撃機会はなかった。12月13日、46日間の行動を終えてフリーマントルに帰投した。
1945年1月7日、「フラウンダー」は5回目の哨戒で南シナ海に向かった。しかし、音響測深機が故障したため再びフリーマントルに戻り、1月12日から14日まで音響測深機の修理を行い、修理完了ののち再度南シナ海に向かった。2月12日午後、北号作戦で日本本土に向かう完部隊を捕らえるべく翌2月13日まで追跡したが、わずかにタイミングを逸してこれらの目標への接近はできなかった。2月22日、北緯12度51分 東経109度31分 / 北緯12.850度 東経109.517度の地点で大型のジャンクに対して魚雷を4本発射するが、このうち4本目が不安定な方向へ進み、「フラウンダー」の熟練した乗組員は、自らの魚雷の直撃をどうにか避けることができた。翌2月23日朝、インドシナ半島沖で潜望鏡深度で航行中、同じく潜望鏡深度で航行中だった「ホー」 (USS Hoe, SS-258) と互いに擦れ合い、「ホー」のキールが損傷してわずかな漏れが視認できたが、すぐに修理が行われた。2月25日、42日間の行動を終えてスービック湾に帰投した。

### 第6の哨戒 1945年3月 - 4月
3月16日、「フラウンダー」は6回目の哨戒で「チャブ」 (USS Chub, SS-329)、「ブリル」 (USS Brill, SS-330) および「シーロビン」 (USS Sea Robin, SS-407) とウルフパックを構成し南シナ海に向かった。3月29日夜、「フラウンダー」は北緯16度40分 東経109度35分 / 北緯16.667度 東経109.583度のバダンガン岬沖でレーダーにより5つの目標と接触したが、攻撃態勢に入る前に、目標は飛行艇からの夜間攻撃を受けた。目標は南号作戦最終船団であるヒ88J船団の残党と考えられ、この時までに波状攻撃で輸送船は全滅し、残った海防艦と駆逐艦「天津風」は、3月29日夜にPBY カタリナの夜間爆撃を受けていた。この哨戒での攻撃機会はなかった。4月22日、38日間の行動を終えてサイパン島タナパグ湾に帰投。オーバーホールのため本国へ向かった。
「フラウンダー」が真珠湾に戻って間もなく戦争は終了し、東海岸への帰還を命じられ、9月18日にニューヨークに凱旋した。

### 戦後
「フラウンダー」はニューハンプシャー州ポーツマスおよびコネチカット州ニューロンドンで不活性化された後、ニューロンドンで1947年2月12日に予備役となり保管される。その後は現役に戻ることもないまま1959年6月1日に除籍され、翌1960年2月2日にスクラップとして売却された。
「フラウンダー」の哨戒は2回目、4回目のものが成功として記録された。第二次世界大戦の戦功で2個の従軍星章を受章した。